# 諸絢
諸絢（1470年—？），字用海，浙江紹興府餘姚縣人，匠籍，明朝政治人物。

## 生平
弘治十四年（1501年）辛酉科浙江鄉試第二十二名舉人。弘治十八年（1505年）中式乙丑科會試第二百六十七名，二甲第七十七名進士。官至通判。

## 家族
曾祖諸勝宗；祖父諸□；父諸諫，教諭。母周氏；繼母毛氏。具庆下。